# سوسک گرده‌خوار
سوسک گرده‌خوار (نام علمی: Oxythyrea) نام یک سرده از بالاخانواده اسکارابااویدئا است.

## نگارخانه

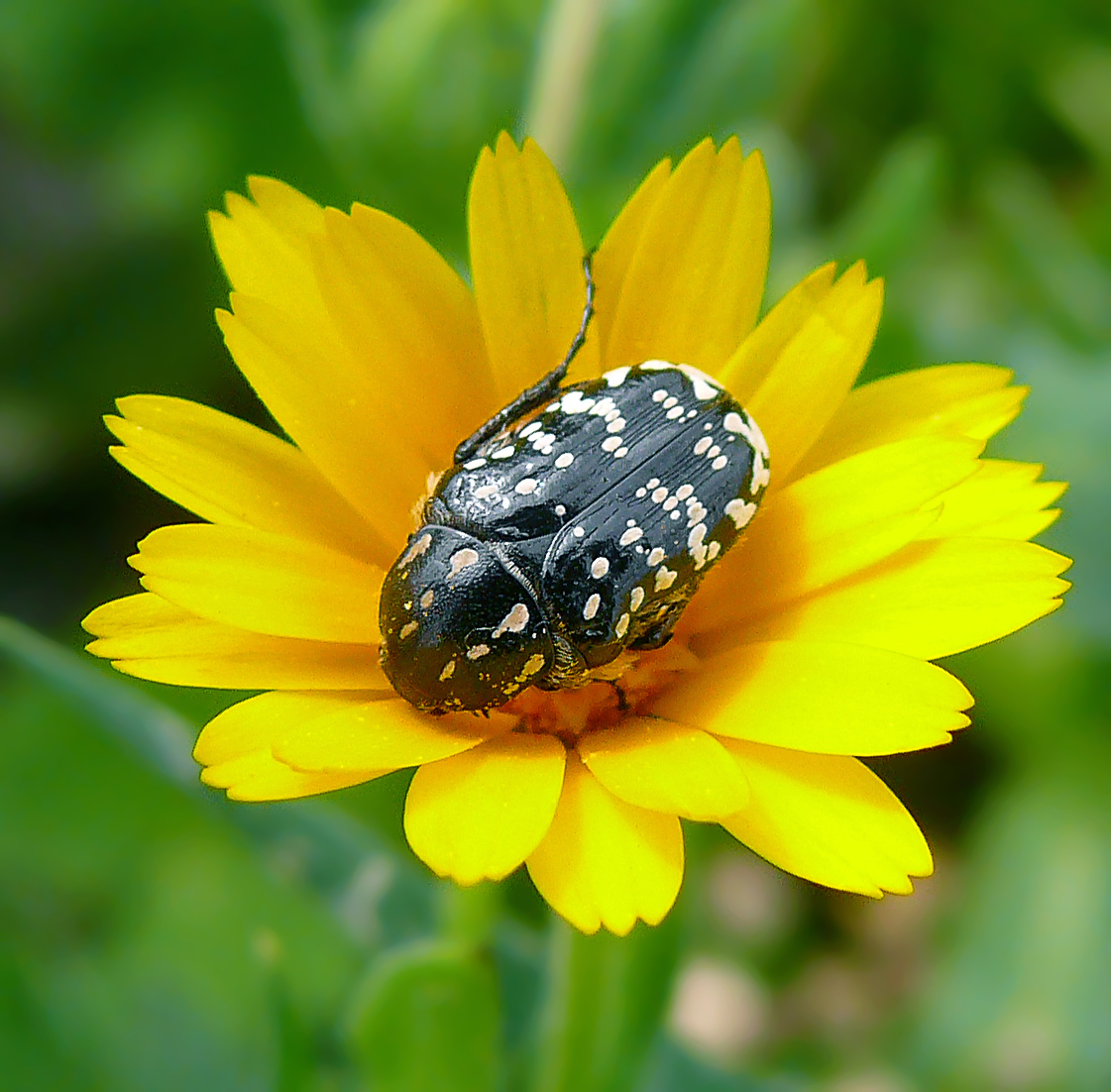
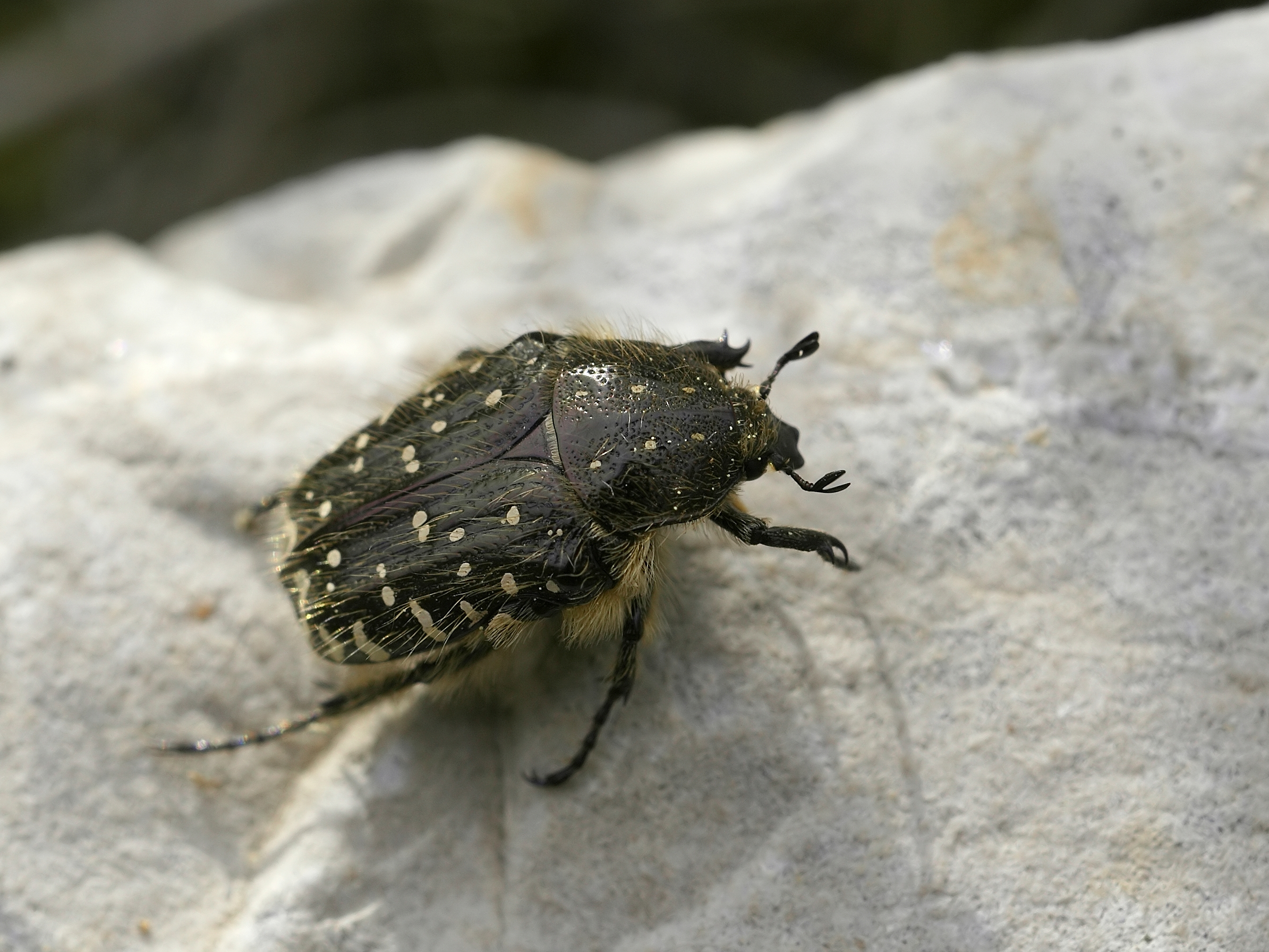
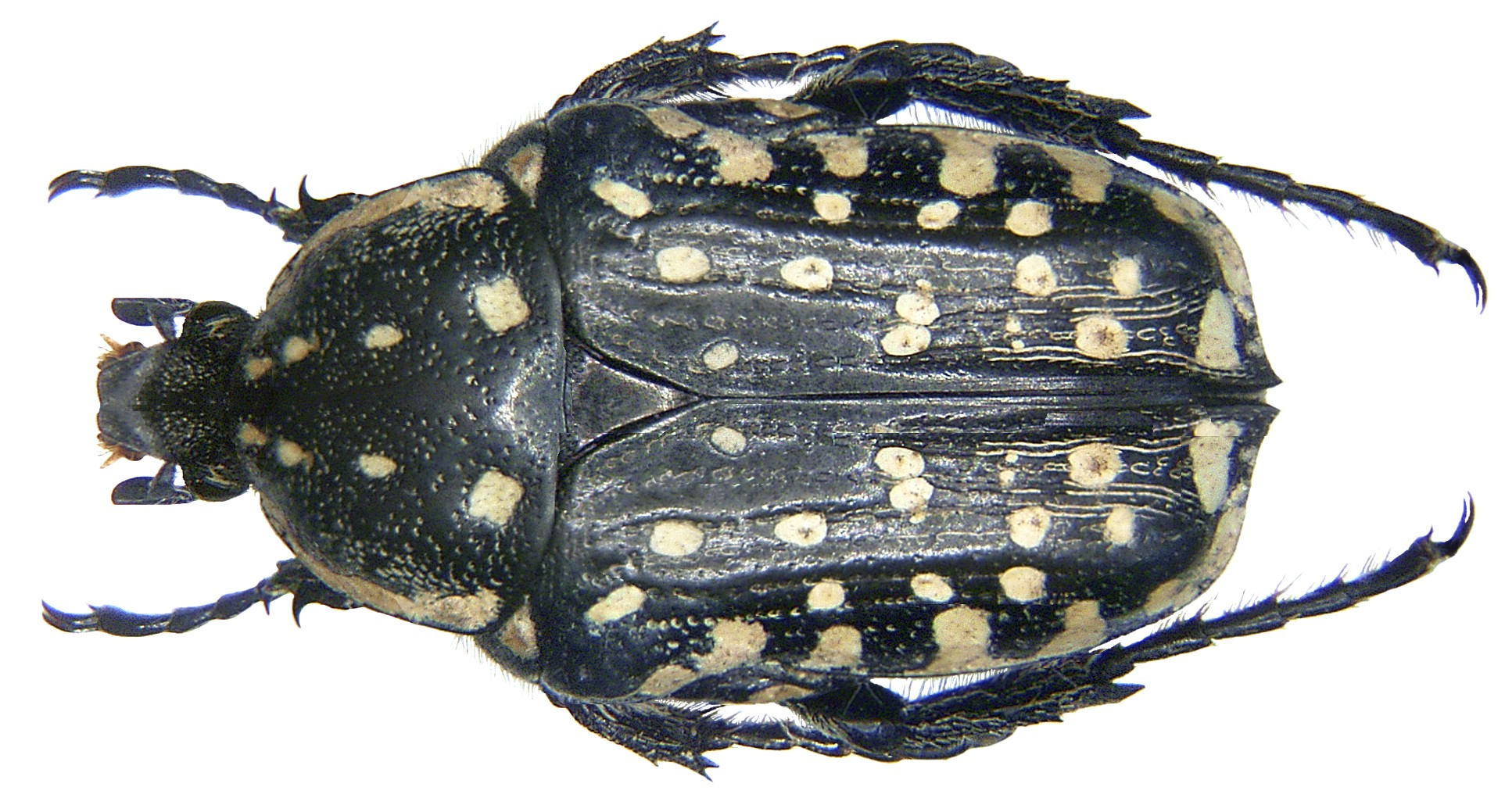